# Sancak
Sancak eller sandjak  (turkiska för "fana"; uttalas /sɑndʒɑk/; ibland även liva) var i det Osmanska riket en underavdelning av en region (vilâyet) och den ungefärliga motsvarigheten till ett svenskt län.